# Wear My Ring Around Your Neck/Doncha Think It's Time
Wear My Ring Around Your Neck/Doncha Think It's Time è un singolo di Elvis Presley, pubblicato su 78 e 45 giri il 1º aprile 1958.

## Descrizione
Nel 1959 entrambi i brani furono inseriti nell'album 50,000,000 Elvis Fans Can't Be Wrong: Elvis' Gold Records, Volume 2.
L'artista di musica country Ricky Van Shelton ha registrato la cover di  Wear My Ring Around Your Neck per la colonna sonora del film Mi gioco la moglie... a Las Vegas (Honeymoon in Vegas) del 1992.

## Tracce
Lato A
1. Wear My Ring Around Your Neck – 2:15 (Bert Carroll e Moody Russell)

Lato B
1. Doncha Think It's Time – 1:57 (Clyde Otis e Willie Dixon)

## Formazione
- Elvis Presley – voce solista, chitarra acustica ritmica
- Scotty Moore – chitarra elettrica solista
- Bill Black – basso
- D. J. Fontana - batteria
- Floyd Cramer - pianoforte
- The Jordanaires - cori